# 红旗谱
《红旗谱》，长篇小说，梁斌著，中国青年出版社1957年12月初版。作品吸收了中国古典小说人物相对集中、故事相对独立、章节自成格局的特点，着重通过人物行动和对话刻画人物性格。小说着重写了“反割头税”“保二师学潮”的情节，其间穿插了“三告冯老兰”“脯红鸟事件”“济南探监”等事件，在故事情节和矛盾冲突十分丰富，吸收了西方小说心理描写之长。老忠上坟祭奠、赶庙会、闹除夕等情节，展现了中国北方农村特有的乡土习俗与地方色彩。

## 情节
地主冯老兰砸了锁井镇的古钟，气死了誓死保卫古钟的农民朱老巩。老巩的儿子虎儿被迫离家出走闯关东，二十多年后（此时名为朱老忠）携妻子和儿子大贵等人回到家乡，偶遇了儿时的好友严志和，志和帮他安顿了下来。严志和、朱老明当年与冯老兰打官司，反对他将给兵匪的赔偿金摊牌到乡亲头上，结果惨败。志和的大儿子运涛与大贵等人一次打到了一只名贵的脯红，冯老兰强买未果怀恨在心，让抓壮丁的奖大贵抓走。运涛告别了恋人春兰，由共产党人贾湘农做指引参加了革命组织，当了连长。江涛考入了保定第二师范读书，结识了爱国知识分子严知孝与他女儿严萍。后来大革命国共关系破裂，运涛被捕，判了无期，他的奶奶听到消息经不住打击而过世。严志和卖地凑钱与江涛等上济南看运涛，回来后受到红色思想感染，决心继续革命。
贾湘农让江涛和地主的庶子张嘉庆发动群众，第一步是反割头税——每杀一头猪就要缴一块七以及猪下水、猪皮。他们得到了热烈响应，愤怒的乡民包围了税局子、县政府，最终包下割头税的冯老兰不得不作罢。斗争中，江涛与严萍相恋。九一八事变后，保定二师的同学们宣传抗日，结果遭到军警包围。尽管有严萍等人空投烧饼，江涛等组织的武装购粮，校内的学生还是渐渐无法支撑下去。江涛和老夏等决定将斗争的阵地转移到农村，但行动的当天老夏被枪弹击中丧生，不少同学牺牲，张嘉庆重伤、江涛被捕。张嘉庆陷在一所教会医院中，最后终于被朱老忠扮作车夫营救了出去。

## 评价
作品出版后，一度风行一时。《文艺报》、《文汇报》在当时刊出了对梁斌战友的访谈，肯定“《红旗谱》是描写白色恐怖时代阶级斗争、革命斗争非常深刻而雄壮的一部好书”。然而后来有常明、路一等共产党官员认为初版《红旗谱》对“党的领导作用写得不够明显”。美国人Joa C. Huang却认为梁斌虽然非常明白意识形态所要求的限度，但却不忽视艺术标准。“文革”中，《红旗谱》被批判为“写错误路线”、是“黑谱”、“反动小说”，朱老忠是“假贫农”、“错误路线的拥护者”、“资产阶级的市侩”。1970年代末1980年代初，该书重又得到肯定。